# Ostap Steca
Ostap Steca, ukr. Остап Стеца (ur. 18 lipca 1900 w Komańczy, zm. 23 marca 1978 w Moskwie) – ukraiński, radziecki oraz polski wojskowy łemkowskiego pochodzenia, generał major Armii Czerwonej oraz generał brygady ludowego Wojska Polskiego, członek Państwowej Komisji Bezpieczeństwa.

## Życiorys
W czasie I wojny światowej wstąpił ochotniczo do oddziałów Ukraińskich Strzelców Siczowych. W 1916 dostał się do niewoli rosyjskiej. W latach 1918–1919 żołnierz Ukraińskiej Armii Halickiej, walczył przeciw Polsce w wojnie polsko-ukraińskiej. Później walczył w szeregach Czerwonej Ukraińskiej Armii Halickiej w wojnie polsko-bolszewickiej.
Od roku 1921 w Związku Radzieckim jako zawodowy oficer Armii Czerwonej. Pracował w szkolnictwie wojskowym. W roku 1944 oddelegowany przez władze ZSRR do Wojska Polskiego. Od 19 kwietnia 1944 do 20 kwietnia 1945 był szefem sztabu 1 Dywizji Piechoty. Po wojnie komendant Oficerskiej Szkoły Piechoty nr 3 w Inowrocławiu.
Jako generał Wojska Polskiego do czasu rozpoczęcia akcji „Wisła” opracowywał m.in. raporty dotyczące stopnia zwalczania ukraińskiego podziemia w Polsce. Był współautorem większości dokumentów opracowanych przez Sztab Generalny WP w związku z akcją „Wisła”. Był współautorem koncepcji przesiedlenia z terenów Polski południowo-wschodniej Ukraińców i Łemków na Ziemie Odzyskane.
Następnie pełnił do 1948 roku funkcję szefa Oddziału III (operacyjnego) Sztabu Generalnego WP oraz był zastępcą komendanta Akademii Sztabu Generalnego WP ds. naukowych.
Od 31 grudnia 1954 do 6 grudnia 1955 pełnił m.in. czasowo obowiązki dowódcy Śląskiego Okręgu Wojskowego w czasie nieobecności generała dywizji Wsiewołoda Strażewskiego.
W roku 1956 wyjechał na stałe do ZSRR.
Jako generał major w stanie spoczynku był członkiem zarządu Towarzystwa Przyjaźni Polsko-Radzieckiej.

## Odznaczenia
- Order Virtuti Militari V klasy (1945)
- Krzyż Komandorski Orderu Odrodzenia Polski (1954)
- Krzyż Oficerski Orderu Odrodzenia Polski (1948)
- Order Krzyża Grunwaldu III klasy (1945)
- Złoty Krzyż Zasługi (1945)
- Medal za Odrę, Nysę, Bałtyk (1945)
- Medal za Warszawę 1939–1945 (1945)
- Srebrny Medal „Siły Zbrojne w Służbie Ojczyzny” (1954)
- Brązowy Medal Siły Zbrojne w Służbie Ojczyzny
- Srebrny Medal Za zasługi dla obronności kraju (1968)
- Brązowy Medal Za zasługi dla obronności kraju
- Złota odznaka „Na Straży Pokoju” (1976)[3]
- Order Lenina (ZSRR) (1946)
- Order Czerwonego Sztandaru (ZSRR) (trzykrotnie – 1944, 1945 i 1946)